# الدوري الإيطالي الدرجة الثانية 1989–90
الدوري الإيطالي الدرجة الثانية 1989–90 (بالإيطالية: Serie B 1989-1990)‏ هو موسم من الدوري الإيطالي الدرجة الثانية. أقيم خلال الفترة 27 أغسطس 1989 وحتى 3 يونيو 1990، وأشرف على تنظيمه Lega Nazionale Professionisti ‏، وكان عدد الأندية المشاركة فيه 20، وفاز فيه نادي تورينو.